# Sophie Ellis-Bextor
Sophie Michelle Ellis-Bextor (Londres, 10 d'abril de 1979) és una cantant britànica de pop, amb influències de l'indie, l'electrònica, i la música disco. Va tenir molt èxit a principis de la dècada del 2000 pel seu hit internacional «Murder On The Dancefloor» que la va col·locar al cim de la seva carrera després d'haver triomfat amb el single «Groovejet» amb DJ Spiller i, per un altre costat, amb el seu grup TheAudience els anys 90.

## Carrera musical
Després que TheAudience es dissolgués, Ellis-Bextor va anar en solitari, aconseguint èxit a principis de la dècada de 2000. El seu èxit principalment ha estat a Europa, Àsia, l'Amèrica Llatina i Austràlia, i molt especialment al seu país natal Regne Unit. L'abril del 2004 va tenir el seu primer fill, cosa que va produir que va interrompre la promoció del seu segon àlbum Shoot from the Hip i només es va llançar dos senzills amb videoclip.
El seu àlbum de debut en solitari, Read My Lips, es va publicar el 2001. L'àlbum va arribar al número dos de la llista d'àlbums del Regne Unit i va ser certificat doble platí. El disc va tenir èxit internacional, venent més de 2 milions de còpies a tot el món. Va produir quatre senzills, tres dels quals van arribar als tres primers del Regne Unit. El 2003, Read My Lips va guanyar el premi Edison al "Millor àlbum de ball". El segon àlbum d'Ellis-Bextor, Shoot from the Hip, es va publicar el 2003. L'àlbum va arribar al número 19 al Regne Unit i va produir dos primers deu senzills. Trip the Light Fantastic, el seu tercer àlbum, es va publicar el 2007 i va arribar al número set del Regne Unit. L'àlbum va produir tres senzills, un dels quals va arribar al top ten del Regne Unit.
El seu quart àlbum d'estudi, Make a Scene (llançat el 2011) i el seu senzill principal "Bittersweet" van aconseguir les 40 primeres posicions al Regne Unit. El 2014, Ellis-Bextor va llançar el seu cinquè àlbum d'estudi, Wanderlust, que es va convertir en el seu àlbum més destacat des de Read My Lips. El 2016, el seu sisè àlbum, la família inspirada a Llatinoamèrica, va obtenir elogis de la crítica.

## Discografia
- Read My Lips (2001)
- Shoot from the Hip (2003)
- Trip the Light Fantastic (2007)
- Make a Scene (2011)
- Wanderlust (2014)